# Scooter Braun
Scott Samuel "Scooter" Braun (né le 18 juin 1981) est un entrepreneur américain, agent artistique, investisseur, philanthrope, et producteur musical,,,. Fondateur de la société de médias et de divertissements SB Projects, Braun représente Martin Garrix, Psy (Gangnam Style), Carly Rae Jepsen, Dan + Shay, Zac Brown Band, Kanye West, et Tori Kelly entre autres,. Il a été nommé pour un Grammy award en 2016. Braun est également cofondateur du studio de films humoristiques, Mythos Studios, avec le producteur hollywoodien David Maisel,.
Braun a figuré dans la liste des personnalités les plus influentes au monde du magazine Time (Time 100) en 2013. En 2018, Braun a co-organisé la manifestation March for Our Lives menée par des étudiants pour des lois plus strictes sur les armes à feu, qui a été établie par USA Today comme étant la manifestation d’une journée la plus importante de toute l’histoire de Washington DC.
Il est également connu pour avoir vendu les six premiers albums de Taylor Swift pour 300 millions de dollars à un fonds d'investissement, raison pour laquelle la chanteuse est contrainte de réenregistrer ses premiers titres depuis 2021,.

## Enfance
Braun est né dans la ville de New York de parents Juifs Massortis, Ervin et Susan (née Schlussel) Braun. Les parents d’Ervin avaient « échappé de justesse » à l’Holocauste, et ont vécu en Hongrie jusqu’en 1956. Peu avant l’intervention de l’Union soviétique pour supprimer l'insurrection de Budapest, ils sont partis pour les États-Unis. Ervin a grandi dans le quartier de Queens, et est devenu dentiste ; Susan Schlussel Braun était orthodontiste. Après son mariage, le couple s’est installé à Greenwich, Connecticut,.
Braun a trois frères et une sœur : Liza, Cornelio, Sam, et Adam Braun. Adam Braun a fondé Pencils of Promise, une association caritative orientée sur la construction d’écoles dans les pays en développement,.
Braun a grandi à Cos Cob, Connecticut, il est allé à Greenwich High School où il a été élu président de classe. Il a joué au basket-ball de 13 à 18 ans pour l’Amateur Athletic Union avec l’équipe Connecticut Flame,. Losrqu’il avait 17 ans, les parents de Braun ont adopté Sam Mahanga et Cornelio Giubunda, anciens membres de l’équipe nationale junior du Mozambique. Ne faisant pas partie d’une d’équipe à ce moment-là en raison d’un programme d’athlétisme-basket qui avait mal tourné, Ervin Braun les a recrutés pour participer à un tournoi de joueurs vedettes. Mahanga et Giubunda sont devenus des stars de l’équipe de basket de Greenwich High malgré les chahuts des supporters—une expérience qui a vivement affecté les Braun. Lorsqu’il était à Greenwich High School, Braun a participé à un concours de films documentaire pour la National History Day en présentant un film de 10 minutes intitulé The Hungarian Conflict à propos des Juifs en Hongrie avant, pendant et après l’Holocauste. Le film a gagné dans des compétitions régionale et a obtenu la troisième place au classement général. Un membre de la famille de Braun a fait parvenir le film au directeur Steven Spielberg, qui, à son tour, a soumis la vidéo de Braun au United States Holocaust Memorial Museum. Braun raconte que le soutien de Spielberg représente l’un des moments les plus inspirant de sa vie.
Braun est allé à l’université d’Emory à Atlanta où il a joué au basket-ball universitaire jusqu’à sa deuxième année d’université. Lorsque Dupri lui a demandé de diriger le service marketing de sa maison de disques, So So Def, Braun a apparemment quitté l’université sans obtenir de diplôme,,.

## Carrière
Braun a commencé sa carrière en organisant des fêtes pendant qu’il était à l’université d’Emory à Atlanta. En 2002, Braun a été embauché pour planifier des after-parties dans chacune des cinq villes qui figuraient dans la tournée Anger Management Tour, avec Ludacris et Eminem. Ce début dans le monde du hip-hop a mené Braun à rencontrer Jermaine Dupri, le directeur de So So Def Records. Braun avait 19 ans lorsque Dupri lui a demandé de prendre un poste de marketing à So So Def, et 20 ans lorsque Dupri l’a nommé directeur exécutif du marketing chez So So Def. Toujours en deuxième année à l’université Emory, Braun travaillait chez So So Def et il avait sa propre entreprise de publicité pour les fêtes. Certaines des fêtes les plus importantes qu’il a organisées comprennent celles pour le NBA All-Star Game 2003 et les after-parties pendant la tournée Onyx Hotel Tour de Britney Spears. Braun a quitté So So Def pour démarrer sa propre entreprise de marketing, de label de musique et de représentation d’artistes. Il a démarré son entreprise de marketing en négociant un accord de 12 millions de dollars pour une campagne publicitaire de Pontiac avec Ludacris ; le clip pour la chanson de Ludacris intitulée Two Miles an Hour inclurait une Pontiac tandis que les publicités de Pontiac incorporerait la chanson.
Braun a vu Justin Bieber pour la première fois dans une vidéo sur YouTube dans laquelle Bieber, alors âgé de 12 ans, chantait une chanson de Ne-Yo. Braun a contacté la mère de Bieber, Pattie Mallette, qui a convenu de venir à Atlanta avec son fils pour une période d’essai sans condition. Braun a fini par les convaincre de quitter le Canada pour venir vivre aux États-Unis en permanence. À la suite d’autres réussites sur le Web, Braun a parlé de Bieber à deux artistes très connus, Usher et Justin Timberlake, qui ont tous les deux exprimé un intérêt. Le mentor d’Usher, le producteur L. A. Reid, a conclu un accord avec Bieber en Island Def Jam partenariat avec RBMG Records.

### Film et télévision
Braun a produit Never Say Never, un documentaire sur la star Justin Bieber, signalé en 2011 par MTV comme « l’un des documentaires musicaux ayant fait le plus de recettes de toute l’histoire des recettes cinématographiques nationales. » Le budget du film était de 13 millions de dollars, et il a gagné plus de 100 millions de dollars dans le monde entier comme le documentaire ayant le plus rapporté à ce jour. Braun est également directeur exécutif de la série Scorpion sur la chaîne CBS. Sa première tentative dans le monde des séries télé, la série Scorpion a duré 4 saisons ; plus de 26 millions de téléspectateurs ont regardé le premier épisode en 2014.
En 2018, le magazine Variety a indiqué que le studio de télévision FX avait commandé l’épisode pilote d’une comédie produite par Braun avec l’acteur Kevin Hart et le rapper Lil Dicky. La même année, il co-produit Dangerous Woman Diaries, une mini-série documentaire sur Ariana Grande.

### SB Projects
En 2007, Braun a établi SB Projects, une entreprise de marketing et de divertissements à services complets dont les entreprises Schoolboy Records, SB Management et Sheba Publishing, une société pour la composition de chansons,. Le groupe compte également RBMG, une co-entreprise établie par Braun et Usher. School Boy Records a conclu un accord de distribution de musique avec la société Universal Music Group. Au début de 2013, Ariana Grande a engagé  Scooter Braun comme manager et en 2016, le label de Grande, Republic Records a confirmé Braun comme son principal manager qui gère tous les aspects de sa carrière,. SB Ventures gère également des campagnes télévisées, des projets de valorisation de marque, des contrats de licence pour la musique et le parrainage de tournées—notamment l’appui de Justin Bieber pour Calvin Klein pour sa tournée en 2016-2017, Purpose World Tour. La société a également négocié un partenariat entre Kanye West et la marque de chaussures, Adidas.
Ithaca Ventures, la société holding de Braun qui compte notamment SB Projects, a recueilli 120 million de dollars de capitaux à risque en 2010, notamment pour des investissements dans Uber, Spotify et Editorialist,. Le magazine Fortune indique qu’Ithaca Ventures possède des intérêts dans sept des plus grandes sociétés de gestion de la musique aux États-Unis. Les organes de presse signalent qu’Ithaca, qui gère 500 millions $ de dollars en 2018, soutiendrait Good Story Entertainment, une collaboration entre Braun et le directeur des spectacles J. D. Roth, pour l’acquisition et la production de films documentaires, de films improvisés et d’événements en direct,.

### Mythos Studios
En 2018 le New York Times a annoncé que Braun s’était joint à David Maisel, président fondateur de Marvel Studios, pour former Mythos Studios et produire des films animés et en direct de séries de bandes dessinées,,.

### Récompenses
Braun a figuré sur la couverture de Billboard dans le numéro spécial du 11 août 2012, "Forty Under Forty" intitulé "Scooter Braun and Other Power Players on the Rise". Braun a été figuré dans la liste  Time 100 en 2013. Il a également figuré une seconde fois en couverture du magazine Billboard dans le numéro du 20 avril 2013, aux côtés de Guy Oseary et de Troy Carter. En 2016, Scooter a gagné la récompense de « meilleur agent artistique » à la troisième cérémonie de l’“International Music Industry Awards” présentée par Shazam à la 12e exposition annuelle MUSEXPO à Los Angeles. En 2017, Braun a figuré sur la couverture du magazine Variety dans son numéro des créateurs de chansons «hit» et dans le numéro sur la gratitude du magazine Success,.
En 2018, Braun a reçu le prix Harry Chapin Memorial Humanitarian Award octroyé par Music Biz 2018 pour ses œuvres de bienfaisance en 2017.

## Philanthropie
Braun participe toujours activement à différentes associations caritatives, notamment la Braun Family Foundation,. De nombreux artistes recrutés par Braun participent également à différentes initiatives philanthropiques. Braun est connu pour son soutien de Pencils of Promise, établie par son jeune frère Adam Braun. Le frère cadet a été inspiré par une expérience en Inde où, ayant demandé à un enfant quel était son plus grand désir, celui-ci lui aurait répondu « un crayon », ce qui a incité Adam Braun à fonder son propre organisme de charité, Pencils of Promise, afin de construire des écoles dans les pays en développement. Braun et Bieber ont tous les deux soutenu cette organisation. Cette dernière a contribué à la construction de plus de 200 écoles en Asie, Afrique et Amérique latine. Billboard indique qu’en 2017, Scooter Braun—et ses clients et entreprises—ont exaucé plus de souhaits pour la fondation Make-A-Wish que toute autre organisation dans l’histoire de la fondation. Scooter Braun a reçu le prix humanitaire pendant la cérémonie des Billboard Touring Awards en 2016 pour son soutien philanthropique de Pencils of Promise, la Fondation Make-A-Wish et Fuck Cancer.
En 2017, le magazine Billboard a nommé Scooter Braun le « premier intervenant » de l’industrie de la musique lorsque ce dernier a organisé et produit le concert de bienfaisance One Love Manchester et le téléthon Hand in Hand: A Benefit for Hurricane Relief en quelques mois. En mars 2018, George Clooney, Braun et son équipe ont organisé March for Our Lives, une manifestation menée par des étudiants pour des lois plus strictes sur les armes à feu à Washington, DC. Vox a indiqué qu’il s’agissait de la plus grande manifestation dans la capitale depuis la guerre du Vietnam.

## Vie privée
Scooter a été le compagnon de Carin Morris, l'ancienne styliste de Justin Bieber, de 2007 à 2012.
Dès janvier 2013, il partage la vie de la militante de la santé, philanthrope et fondatrice de l’organisation Fuck Cancer, Yael Cohen. Après s'être fiancés en janvier 2014, ils se sont mariés le 6 juillet 2014 à Whistler, en Colombie-Britannique,. Ensemble, ils ont trois enfants ; deux garçons, Jagger Joseph Braun (né le 6 février 2015), et Levi Magnus Braun (né le 29 novembre 2016), et une fille, Hart Violet Braun (née le 1er décembre 2018). Le 10 juillet 2021, TMZ annonce que le couple est séparé puis, le 21 juillet, il est annoncé que Scooter Braun a officiellement demandé le divorce. Leur divorce est prononcé le 20 septembre 2022.
La chaîne de télévision CNBC a indiqué que Braun a  investi dans un certain nombre de startups, notamment, Uber, Lyft, Spotify, DropBox, Grab, et Casper.

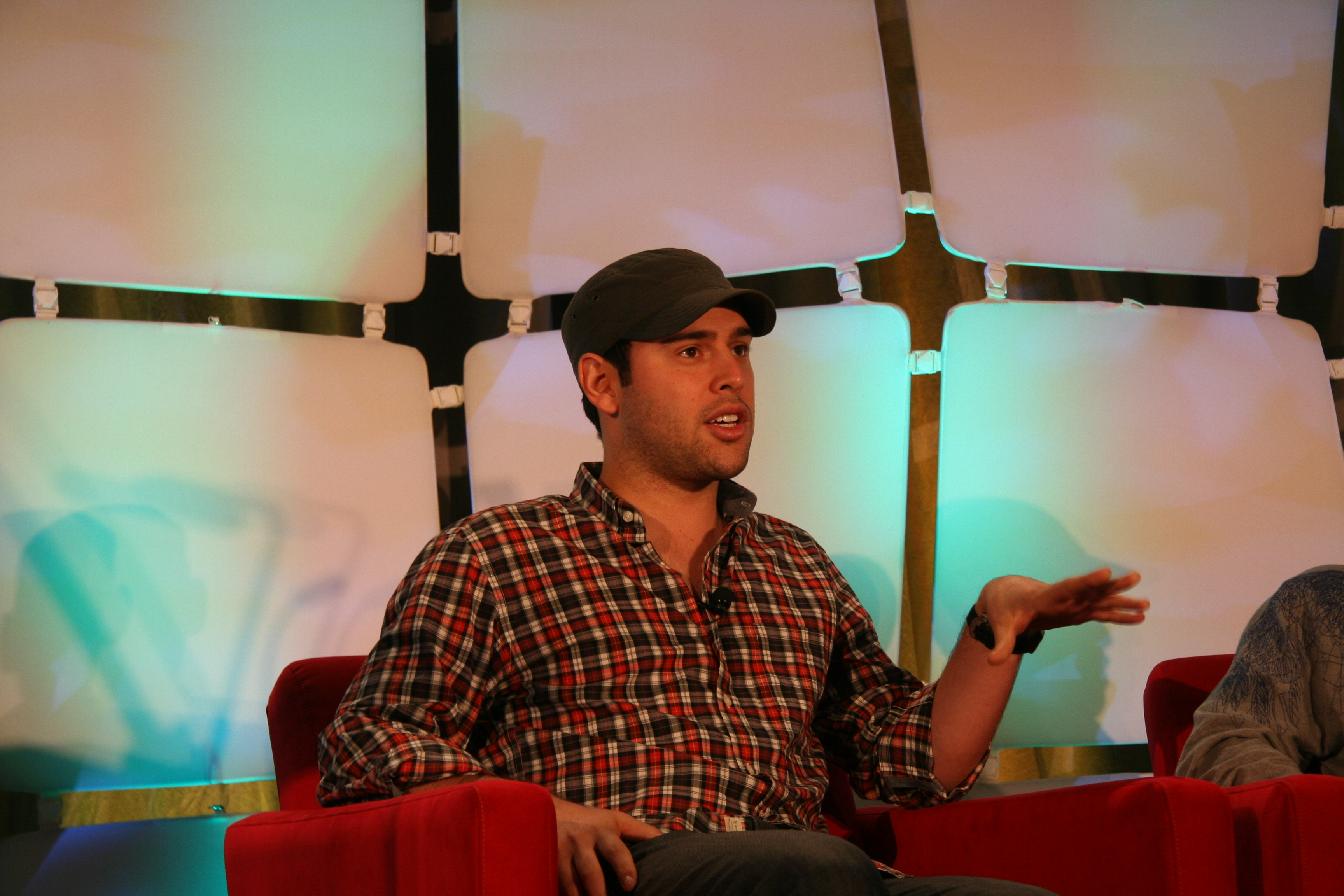
Scooter Braun